# Selección de fútbol sub-17 de Irán
La Selección de fútbol sub-17 de Irán, conocida también como la Selección infantil de fútbol de Irán, es el equipo que representa al país en la Copa Mundial de Fútbol Sub-17 y en el Campeonato Sub-16 de la AFC, y es controlada por la Federación de Fútbol de Irán.

## Palmarés
- Campeonato Sub-16 de la AFC: 1
  -  Campeón: 2008
  -  Subcampeón: 2006, 2016

## Estadísticas

### Mundial Sub-17
| Récord         | Récord           | Récord       | Récord       | Récord       | Récord       | Récord       | Récord       | Récord |
| Año            | Ronda            | J            | G            | E1           | P            | GF           | GC           |        |
| -------------- | ---------------- | ------------ | ------------ | ------------ | ------------ | ------------ | ------------ | ------ |
| de 1985 a 1999 | No clasificó     | No clasificó | No clasificó | No clasificó | No clasificó | No clasificó | No clasificó |        |
| 2001           | Fase de grupos   | 3            | 0            | 0            | 3            | 2            | 6            |        |
| 2003           | No clasificó     | No clasificó | No clasificó | No clasificó | No clasificó | No clasificó | No clasificó |        |
| 2005           | No clasificó     | No clasificó | No clasificó | No clasificó | No clasificó | No clasificó | No clasificó |        |
| 2009           | Octavos de final | 4            | 2            | 1            | 1            | 4            | 2            |        |
| 2011           | No clasificó     | No clasificó | No clasificó | No clasificó | No clasificó | No clasificó | No clasificó |        |
| 2013           | Octavos de final | 4            | 1            | 2            | 1            | 4            | 6            |        |
| 2015           | No clasificó     | No clasificó | No clasificó | No clasificó | No clasificó | No clasificó | No clasificó |        |
| 2017           | Cuartos de final | 5            | 4            | 0            | 1            | 13           | 5            |        |
| 2019           | No clasificó     | No clasificó | No clasificó | No clasificó | No clasificó | No clasificó | No clasificó |        |
| 2023           | Octavos de final | 4            | 2            | 1            | 1            | 10           | 5            |        |
| Total          | 5/19             | 20           | 9            | 4            | 7            | 33           | 24           |        |

### Campeonato AFC U-16
| Récord | Récord                                     | Récord                                     | Récord                                     | Récord                                     | Récord                                     | Récord                                     | Récord                                     | Récord |
| Año    | Ronda                                      | J                                          | G                                          | E1                                         | P                                          | GF                                         | GC                                         |        |
| ------ | ------------------------------------------ | ------------------------------------------ | ------------------------------------------ | ------------------------------------------ | ------------------------------------------ | ------------------------------------------ | ------------------------------------------ | ------ |
| 1985   | No participó                               | No participó                               | No participó                               | No participó                               | No participó                               | No participó                               | No participó                               |        |
| 1986   | No clasificó                               | No clasificó                               | No clasificó                               | No clasificó                               | No clasificó                               | No clasificó                               | No clasificó                               |        |
| 1988   | No clasificó                               | No clasificó                               | No clasificó                               | No clasificó                               | No clasificó                               | No clasificó                               | No clasificó                               |        |
| 1990   | No clasificó                               | No clasificó                               | No clasificó                               | No clasificó                               | No clasificó                               | No clasificó                               | No clasificó                               |        |
| 1992   | No clasificó                               | No clasificó                               | No clasificó                               | No clasificó                               | No clasificó                               | No clasificó                               | No clasificó                               |        |
| 1994   | No clasificó                               | No clasificó                               | No clasificó                               | No clasificó                               | No clasificó                               | No clasificó                               | No clasificó                               |        |
| 1996   | 1.ª Ronda                                  | 4                                          | 1                                          | 0                                          | 3                                          | 5                                          | 8                                          |        |
| 1998   | 1.ª Ronda                                  | 4                                          | 0                                          | 0                                          | 4                                          | 1                                          | 11                                         |        |
| 2000   | Subcampeón                                 | 6                                          | 5                                          | 0                                          | 1                                          | 16                                         | 3                                          |        |
| 2002   | Suspendido                                 | Suspendido                                 | Suspendido                                 | Suspendido                                 | Suspendido                                 | Suspendido                                 | Suspendido                                 |        |
| 2004   | 4º Lugar                                   | 6                                          | 4                                          | 0                                          | 2                                          | 13                                         | 6                                          |        |
| 2006   | Cuartos de final                           | 4                                          | 1                                          | 2                                          | 1                                          | 3                                          | 3                                          |        |
| 2008   | Campeón                                    | 6                                          | 6                                          | 0                                          | 0                                          | 15                                         | 3                                          |        |
| 2010   | 1.ª Ronda                                  | 3                                          | 1                                          | 1                                          | 1                                          | 6                                          | 4                                          |        |
| 2012   | Semifinales                                | 5                                          | 4                                          | 0                                          | 1                                          | 16                                         | 7                                          |        |
| 2014   | Cuartos de final                           | 4                                          | 2                                          | 1                                          | 1                                          | 6                                          | 5                                          |        |
| 2016   | Subcampeón                                 | 6                                          | 3                                          | 3                                          | 0                                          | 13                                         | 4                                          |        |
| 2018   | 1.ª Ronda                                  | 3                                          | 1                                          | 1                                          | 1                                          | 5                                          | 2                                          |        |
| 2020   | Cancelado debido a la pandemia de COVID-19 | Cancelado debido a la pandemia de COVID-19 | Cancelado debido a la pandemia de COVID-19 | Cancelado debido a la pandemia de COVID-19 | Cancelado debido a la pandemia de COVID-19 | Cancelado debido a la pandemia de COVID-19 | Cancelado debido a la pandemia de COVID-19 |        |
| 2023   | Semifinales                                | 5                                          | 2                                          | 2                                          | 1                                          | 8                                          | 4                                          |        |
| Total  | 12/20                                      | 56                                         | 30                                         | 10                                         | 16                                         | 107                                        | 60                                         |        |

1- Los empates incluyen los partidos que se definieron por penales.